# Central Sport Club

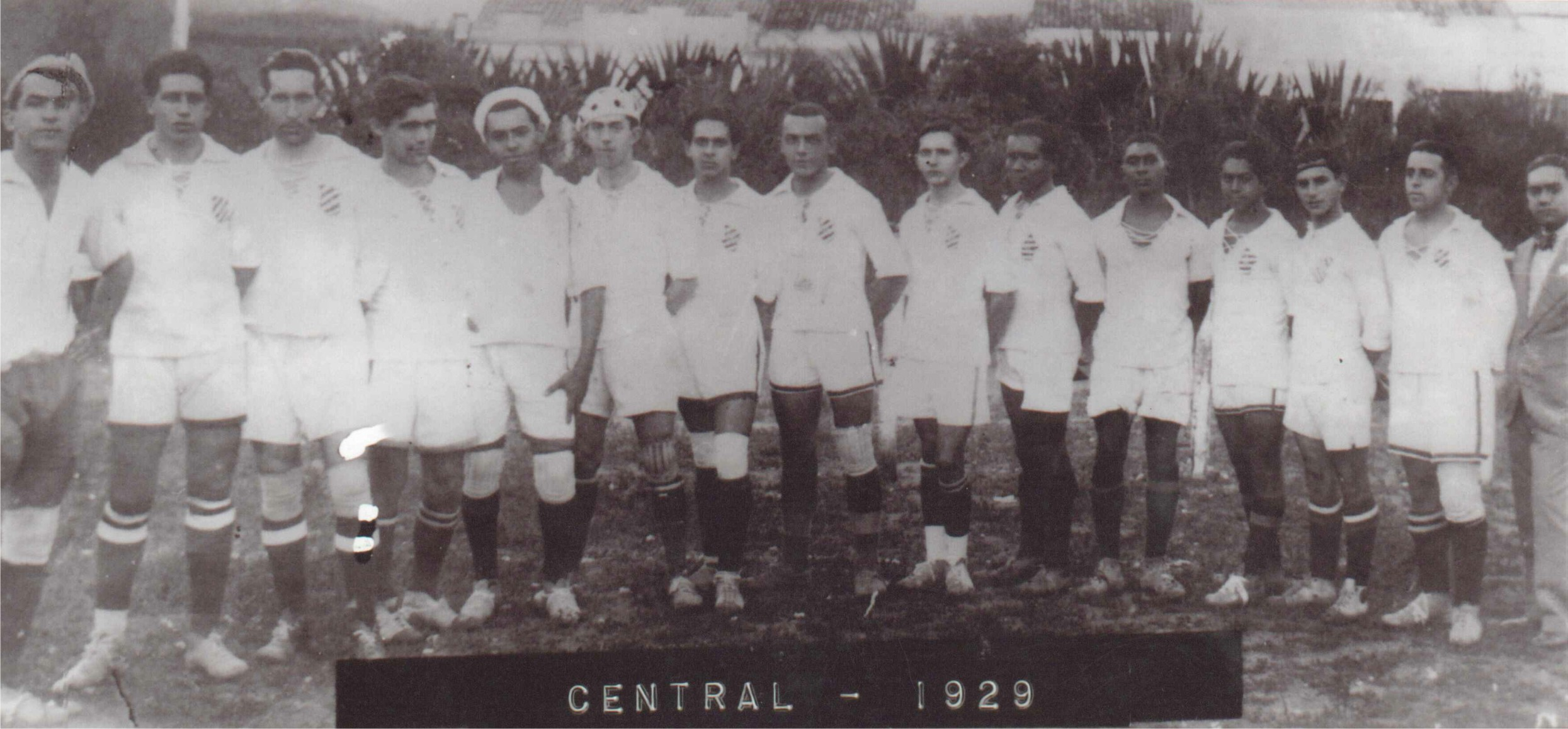
El Central de Caruaru en 1929: Milton Piancó, Cabral, Roxura (Manoel Carvalhal), Maldição (Vicente Ferrer), Neco Pereira, João Ferrer, Seixas, Fernando Ferrer, Zé de Nane, Cordeiro, Dão Rico, Nestor, Machadinho (José Florêncio Neto), Dedé Molambo y el presidente del equipo: Valfrido Nunes.

El Central Sport Club es un equipo de fútbol de Brasil que juega en el Campeonato Brasileño de Serie D, la cuarta división de fútbol en el país.

## Historia
Fue fundado el 15 de junio de 1919 en la ciudad de Caruaru del estado de Pernambuco y su nombre está relacionado con la Estación del Tren que comunica a las ciudades de Caruaru con Sertao y en sus primeros años jugaban solo partidos amistosos.
En 1936 jugaron un partido amistoso ante el Vasco da Gama que perdieron 0-1, y un año más tarde participaron por primera vez en las competiciones del estado de Pernambuco, convirtiéndose en el primer equipo del interior del estado en participar, aunque en ese año abandonaron el torneo por los constantes errores arbitrales que los perjudicaban. Posteriormente participaron en los torneos de la ciudad hasta 1959.

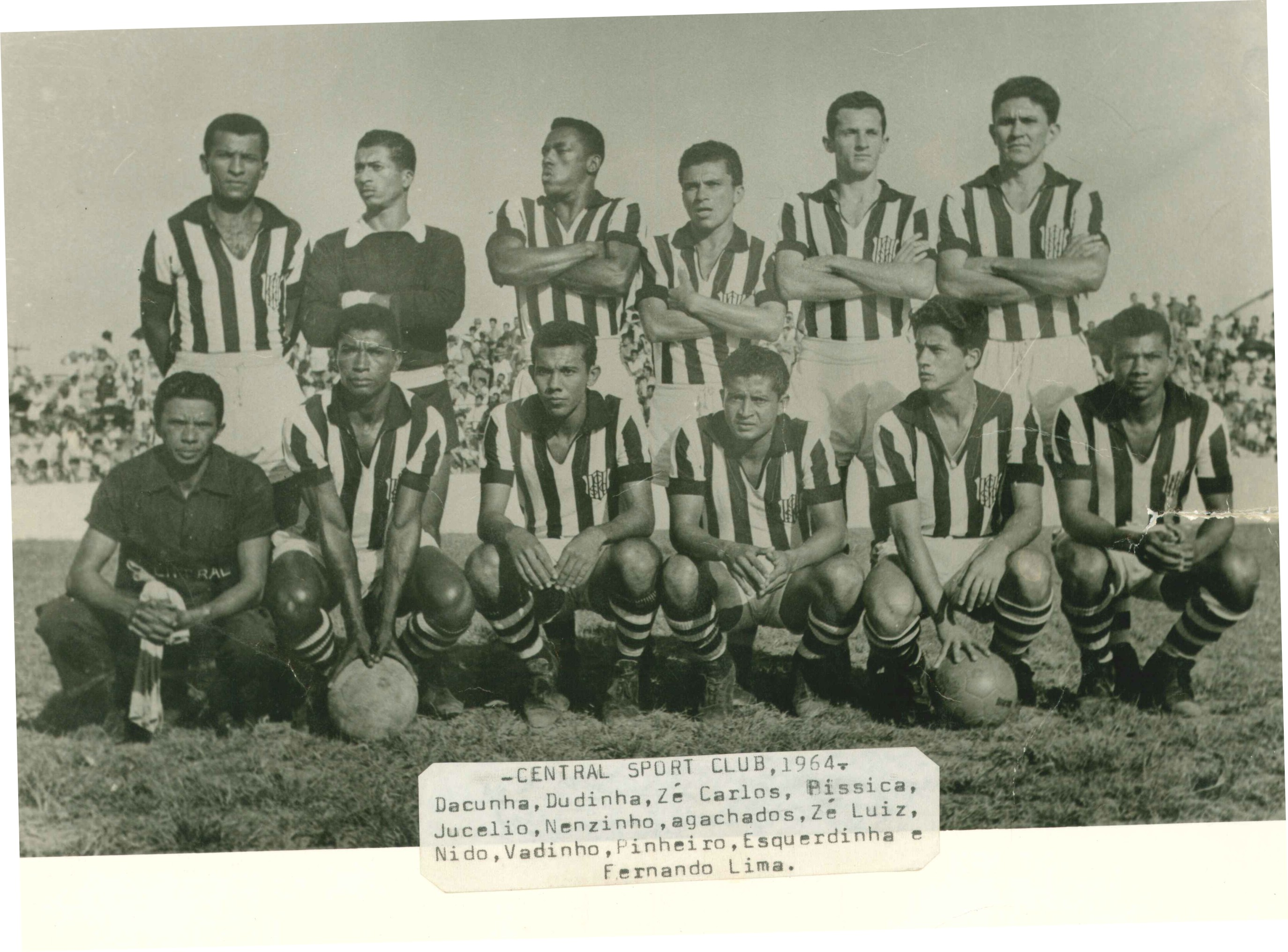
Central de Caruaru en 1964.

En 1960 regresan al Campeonato Pernambucano como la cuarta fuerza importante del estado de Pernambuco y en 1964 terminaron de subcampeones estatales con solo una derrota en el torneo. En 1980 enfrentaron en un partido amistoso a la selección nigeriana a la que vencieron 3-1.
En 79 logran por primera vez el ascenso al Campeonato Brasileño de Serie A, logro que repetirían en 1986, con varias apariciones en el Campeonato Brasileño de Serie B hasta que descendieron en 1997.
En 2008 participan por primera vez en la Copa de Brasil donde alcanzaron la segunda ronda, mismo caso en el año 2009 donde no pasó de la segunda ronda ante el CR Vasco da Gama.

## Rivalidades
Su principal rival es el Porto-PE a quien enfrenta en el Clássico Matuto, aunque también tiene rivalidades con el Caruaruense, Vera Cruz de Caruaru y Comércio-PE.

## Estadio
El Estadio Luiz José de Lacerda, conocido popularmente como "Lacerdão", se encuentra en Caruaru, Pernambuco, y cuenta con más de 70 años de historia, siendo la sede del Central. Su uso por el club comenzó en la primera mitad del siglo XX, cuando aún era un campo de fútbol.

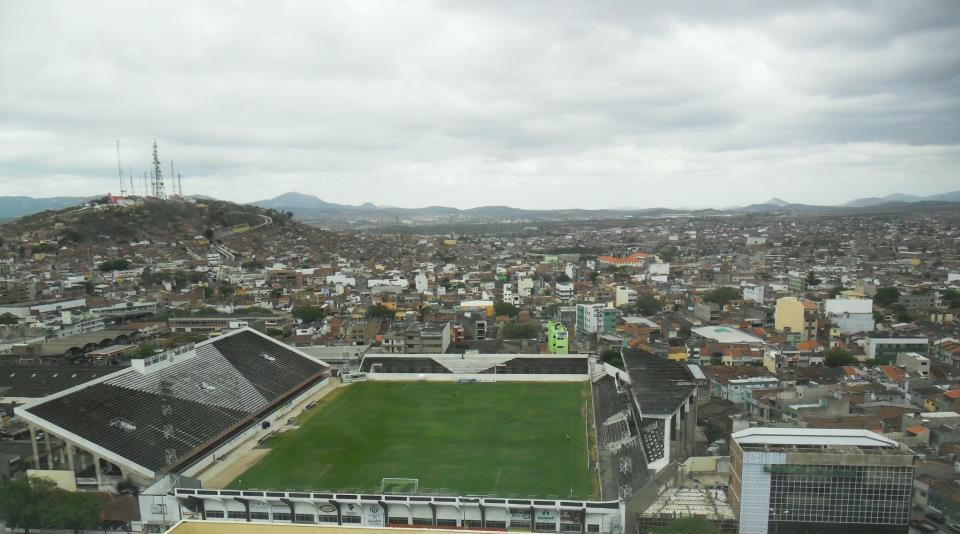
Campo del Central de Caruaru, noviembre de 2012.

El es conocido como Lacerdão, anteriormente llamava-se Estadio Pedro Victor de Albuquerque. Se le cambió el nombre a Estadio Luiz José de Lacerda debido a su ampliación en la década de 1980, bajo la dirección de Luiz José Lacerda.
Tras la finalización de la construcción en 1980, el partido inaugural se programó para el 19 de octubre de ese mismo año, cuando el Central derrotó a la Selección de Nigeria por 3-1. Gil Mineiro, jugador del Central Sport Club, marcó el primer gol.
El 22 de octubre de 1986, se registró la mayor afluencia de público en la historia de Caruaru: 24.450 personas acudieron a presenciar la victoria del Central por 2-1 sobre el Flamengo en el Campeonato Brasileño de ese mismo año.

## Símbolos del Club
El Central Sport Club, uno de los equipos de fútbol más tradicionales de Pernambuco, lleva en su identidad elementos que narran la historia del club y su comunidad. Su mascota, escudo e himno son reflejos directos de su historia, entrelazados con la cultura local y la pasión de su afición.

### La Mascota
El origen de la mascota del Central se entrelaza con el paisaje del campo de entrenamiento del club. Se dice que, en sus inicios, los árboles que rodeaban la cancha albergaban innumerables patativas, pequeñas aves cuya presencia constante parecía acompañar los entrenamientos del equipo. Esta observación diaria transformó al ave en un símbolo del club, representando no solo al equipo, sino también la ligereza, la agilidad y la perseverancia. La patativa, con su belleza y su melodioso canto, se convirtió en la mascota que, hasta el día de hoy, inspira e identifica al Central Sport Club.

### El Escudo
El escudo del Central Sport Club es una representación visual de su historia, y los colores blanco y negro no son casualidad. Se inspiraron en el propio cisne, que luce estos tonos en sus plumas. El escudo ha sufrido algunos cambios a lo largo de los años, pero su esencia se ha mantenido. La versión más reciente, consolidada durante las últimas cuatro décadas, presenta la mascota, el nombre del club y las tradicionales rayas verticales, creando una identidad fuerte e inconfundible.

### Los Himnos
La historia del Central Sport Club se canta en tres himnos oficiales, cada uno marcando una época y celebrando la pasión de su afición. El primero, de 1921, lamentablemente se perdió en el tiempo, sin letra grabada. El segundo, compuesto en 1968 por José Florêncio Neto, el profesor Machadinho, exatleta del club, fue la voz de Central durante muchos años. Y la tercera, que resuena en los estadios hasta el día de hoy, fue compuesta por Israel Filho en 1995. La canción, que celebra las victorias y la fuerza de la afición, es la banda sonora de todos aquellos que llevan Patativa en el pecho.

## Palmarés
- Copa Gobernador Javas Vasconcelos: 1

2002
- Copa Pernambuco: 1

2001
- Campeonato Pernambucano Serie A2: 2

1999, 2022
- Torneo Augusto Lucena: 3

1973, 1974, 1975
- Torneo Inicio de Pernambuco: 1

1973
- Liga Esportiva Caruarense: 9

1942, 1943, 1944, 1945, 1948, 1951, 1952, 1953, 1958

## Entrenadores
- Jair Bala (diciembre de 1980–julio de 1981)[18][19]
- Paulo Leal (interino- julio de 1981–?)[19]
- Laelson Lima (?–marzo de 2017)[20]
- Mauro Fernandes (?–mayo de 2018)[21]
- Evandro Guimarães (noviembre de 2019–febrero de 2020)[22][23]
- Sílvio Criciúma (febrero de 2020–noviembre de 2020)[24][25][26]
- Marco Vanucci (enero de 2021–?)[27]
- Mauro Fernandes (noviembre de 2023–febrero de 2024)[28][29]
- Laelson Lima (interino- febrero de 2024–presente)[4]

## Futbolistas del Central
- Carlos Timbó
- Catende
- Charles
- Cléber
- Dirceu Catimba
- Dudinha
- Edu Chiquita
- Fábio Silva
- Felinho
- Fernando Lima
- Freitas
- Glauco
- Humberto Santos
- Jailson
- Janduir
- Jorge Hipólito
- Juscélio
- Leandro Costa
- Lela
- Mazo
- Mirandinha
- Moacir
- Neto Maradona
- Paulinho
- Paulo César
- Pitico
- Romildo
- Russo
- Sergio Alves
- Timbó
- Tutu Yamada
- Vadinho
- Zé Carlos Macaé
- Zezinho